# Eriocaulon mamfeense
Eriocaulon mamfeense är en gräsväxtart som beskrevs av Robert Desmond Meikle. Eriocaulon mamfeense ingår i släktet Eriocaulon och familjen Eriocaulaceae.
Artens utbredningsområde är Kamerun. Inga underarter finns listade i Catalogue of Life.